# Іван Станчов
Іван Іванов Станчов (1 квітня 1929, Софія, Болгарія — 24 листопада 2021) — болгарський дипломат, в.о. Міністра закордонних справ Болгарії в 1994—1995 роках. Почесний громадянин Софії.

## Біографія
Народився 1 квітня 1929 року в місті Софія в сім'ї Івана Станчова (1897—1972) і Керолайн Маріон Мітчел. Він є онуком Дімітара Станчова (1863—1940), дипломата і політика. У 1943 році сім'я емігрувала в США, а з 1971 року Станчов жив у Великій Британії. З 1991 по 1994 рік він був послом Болгарії в Лондоні, а в 1994—1995 роках виконував обов'язки міністра закордонних справ в уряді Ренети Інджової. Член Балканського політичного клубу.